# Dilano van 't Hoff
Dilano van 't Hoff (Dordrecht, 26 juli 2004 – Stavelot, 1 juli 2023) was een Nederlands autocoureur. In 2021 werd hij kampioen in het Spaanse Formule 4-kampioenschap.

## Carrière

### Karting
Van 't Hoff begon zijn autosportcarrière in het karting op elfjarige leeftijd in de SKUSA SuperNationals. In 2018 werd hij derde in zowel de IAME Euro Series als de IAME International Final. Dat jaar werd hij ook zesde in het Europees kartkampioenschap. Het jaar daarop werd hij vijfde in de OK-klasse van beide IAME-kampioenschappen. Tevens won hij de Trofeo delle Industrie voor het team Forza Racing.

### Formule 4
In 2021 maakte Van 't Hoff de overstap naar het formuleracing en debuteerde hij in het Formule 4-kampioenschap van de Verenigde Arabische Emiraten bij het team Xcel Motorsport. Hij kende een succesvol kampioenschap: al in het eerste weekend op het Dubai Autodrome behaalde hij twee overwinningen en in de rest van het seizoen voegde hij hier nog drie zeges aan toe. Tijdens het hele seizoen was hij met Enzo Trulli in gevecht om de titel en hij stond voornamelijk bovenaan in de tussenstand. In de vierde race van het voorlaatste weekend op het Yas Marina Circuit werd hij gediskwalificeerd en kon Trulli het gat naar Van 't Hoff dichten. In het laatste weekend behaalde Trulli betere resultaten, waardoor hij met een punt voorsprong op Van 't Hoff kampioen werd (319 tegen 318).
In de rest van 2021 kwam Van 't Hoff uit in het Spaanse Formule 4-kampioenschap bij MP Motorsport. Hij won zijn debuutrace op het Circuit de Spa-Francorchamps en later dat weekend behaalde hij zijn tweede overwinning. In totaal behaalde hij tien zeges en zes andere podiumplaatsen, waardoor hij met 361 punten overtuigend tot kampioen werd gekroond.

### Formule Regional
Eind 2021 debuteerde Van 't Hoff in het Formula Regional European Championship (FRECA) voor MP als gastcoureur tijdens de laatste drie race weekenden van het seizoen.
In 2022 begon Van 't Hoff het seizoen in het Formula Regional Asian Championship bij Pinaccle Motorsport. Hij behaalde een poleposition en een podiumplaats in Dubai en werd met 51 punten dertiende in de eindstand. Vervolgens reed hij zijn eerste volledige seizoen in het FRECA voor MP. In het eerste weekend op het Autodromo Nazionale Monza liep hij een schouderblessure op, waar hij een week voor de races op het Circuit de Monaco aan moest worden geopereerd. Vervolgens moest hij drie raceweekenden missen om aan zijn herstel te werken. Hij keerde terug in het weekend op Spa en behaalde in het voorlaatste raceweekend op het Circuit de Barcelona-Catalunya zijn eerste podiumfinish. Met 17 punten werd hij negentiende in het eindklassement.
In 2023 bleef Van 't Hoff bij MP Motorsport in het FRECA. Hij behaalde twee puntenfinishes met een zevende plaats op het Autodromo Internazionale Enzo e Dino Ferrari en de Hungaroring.

## Overlijden
Op 1 juli 2023 was Van 't Hoff betrokken bij een ongeluk in de tweede FRECA-race op Spa-Francorchamps. In de voorlaatste ronde verloor hij in regenachtige omstandigheden de controle over zijn auto in de bocht Raidillon, waarna Adam Fitzgerald tegen de zijkant van de auto aanreed. Ook Joshua Dufek, Emerson Fittipaldi jr. en Enzo Scionti waren bij het ongeluk betrokken. Enkele uren na het ongeluk maakte de organisatie van het kampioenschap bekend dat Van 't Hoff op 18-jarige leeftijd aan zijn verwondingen was overleden.